# Нисимера
Нисимера (яп. 西米良村 Нисимэра-сон) — село в Японии, находящееся в уезде Кою префектуры Миядзаки. Площадь села составляет 271,56 км², население — 1184 человека (1 августа 2014), плотность населения — 4,36 чел./км².

## Географическое положение
Село расположено на острове Кюсю в префектуре Миядзаки региона Кюсю. С ним граничат города Сайто, Кобаяси, посёлки Юномаэ, Тараги и сёла Сииба, Мидзуками.

## Население
Население села составляет 1184 человека (1 августа 2014), а плотность — 4,36 чел./км². Изменение численности населения с 1980 по 2005 годы:
| 1980 | 2153 чел. |  |
| 1985 | 1989 чел. |  |
| 1990 | 1694 чел. |  |
| 1995 | 1543 чел. |  |
| 2000 | 1480 чел. |  |
| 2005 | 1307 чел. |  |

## Символика
Цветком села считается цветок сакуры, птицей — Zosterops japonicus.